# Biberstollen
Der Biberstollen (auch: Piberstollen) ist wie der Bergkittel eine Repräsentationsuniform der Bergleute.
Das ausgeschmückte festliche Kleidungsstück durfte früher nur von Bergoffizieren und Ingenieuren getragen werden. Der Name für das Kleidungsstück stammt vom Ober-Biberstollen, einem Kupferstollen in Herrengrund (Špania Dolina, Slowakei) bei Neusohl (Banská Bystrica), wo diese Tracht entstanden sein soll. Ebenfalls als Entstehungsort des Namens wird Schemnitz genannt. Mittlerweile lassen sich auch Adelige und Traditions-Liebhaber diese Uniform anfertigen, die sogar – laut Protokoll – zum Wiener Opernball zugelassen ist. Demnach gilt der Biberstollen als ein Frack-Äquivalent (großer Gesellschaftsanzug), der Bergkittel als Smoking-Äquivalent (kleiner Gesellschaftsanzug). Der Biberstollen ist heute auch bei Hochzeiten zu sehen und findet bei allen Leobener Studentenverbindungen als Chargenwichs Verwendung.